# Massimo Giunti
Massimo Giunti (Pesaro, 29 luglio 1974) è un ex ciclista su strada italiano, professionista tra il 1999 e il 2010.

## Carriera
Durante la sua carriera professionistica corse tutti i Grandi Giri, quattro delle cinque classiche monumento e le tre classiche delle Ardenne. Non ottenne successi, colse però diversi piazzamenti nella corse di un giorno italiane, i più importanti nel Gran Premio Città di Camaiore, nel Giro del Piemonte, nella Milano-Torino, nel Trofeo Melinda e soprattutto nel Trittico Lombardo, sfiorando più volte la vittoria e vincendo la classifica generale nel 2003 (nono alla Tre Valli Varesine, quarto alla Coppa Agostoni e secondo alla Coppa Bernocchi).

## Palmarès
- 1995 (Dilettanti, due vittorie)

Gran Premio Coop Levane
Coppa Caduti - Puglia di Arezzo

### Altri successi
- 2003 (Domina Vacanze)

Classifica generale Trittico Lombardo

## Piazzamenti

### Grandi Giri
- Giro d'Italia

2000: 63º
- Tour de France

1999: 95º
2004: ritirato (16ª tappa)
2005: 79º
- Vuelta a España

2001: ritirato (6ª tappa)

### Classiche monumento
- Milano-Sanremo

2000: 112º
2001: 79º
- Giro delle Fiandre

2002: 60º
- Liegi-Bastogne-Liegi

2004: 97º
- Giro di Lombardia

2003: 27º